# Sergio Aragonés
Sergio Aragonés Domenech (n. San Mateo, Castellón, España, 6 de septiembre de 1937) es un dibujante de cómics nacido en España, con nacionalidad mexicana. Dibujante de la revista MAD, es conocido por dibujar pequeños chistes en los márgenes de la revista. También es autor de su propia historieta, Groo, sobre un guerrero no muy inteligente. Groo fue el primer comic book publicado en Estados Unidos por una editorial comercial manteniendo los autores la propiedad legal sobre el personaje.

## Biografía
Español de nacimiento, dejó el país siendo un bebé debido a la guerra civil española. Primero, su familia se trasladó a Francia y con seis años se estableció en México, donde transcurrió casi toda su vida. Hizo sus primeras actividades profesionales en 1954, aunque continuó estudiando Arquitectura en la Universidad Nacional Autónoma de México (UNAM), actividad que combinaba con la pantomima (estudiando bajo la dirección del célebre director y mimo Alejandro Jodorowsky). En 1962, emigró a Estados Unidos, donde reside hasta hoy. Aragonés siempre fue un apasionado del arte, desde su infancia temprana. Una anécdota cuenta que en una ocasión sus padres lo dejaron solo en un cuarto con una caja de lápices de pintar, y cuando estos volvieron, había cubierto todas las paredes con cientos de dibujos.
Reside en Ojai, California, Estados Unidos.

## Revista MAD
En 1963 llegó a la ciudad de Nueva York con solo $20 y su cartera llena de bocetos. Tras pasar por diversos trabajos por toda la ciudad, se dirigió a las oficinas de la revista MAD en la Avenida Madison, esperando poder vender algo de su obra. Como no hablaba mucho inglés, preguntó por el único otro caricaturista de la publicación que hablaba español, el cubano Antonio Prohias, creador de la famosa tira cómica Spy vs. Spy. Aragonés esperaba que este le pudiera servir de traductor con los editores de la revista, pero Prohias hablaba todavía menos inglés que él. Aun así recibió a Sergio de forma muy entusiasta, y lo presentó a los editores como «su hermano». Al director de la revista, Bill Gaines, le gustó su trabajo, pero lo rechazó, pues confesó que la revista estaba llena; el único espacio en blanco eran los márgenes. Sergio se retiró y, dos horas después, que empleó dibujando, le volvió a mostrar a Gaines su trabajo adaptado a los márgenes de la revista. A partir de ese momento, Sergio emplearía el único espacio que quedaba disponible en la revista.
Ganó reconocimiento por sus «dramas dibujados» (los cuales nunca incluyen diálogos), publicados en los márgenes de las páginas de MAD. Según Aragonés, a los directores de la revista les gustaba su trabajo, pero no esperaban que se quedara más de uno o dos meses, pues no lo creían capaz de proporcionar el volumen de trabajo necesario para cada edición mensual de la revista.
Ha participado en cada edición de MAD desde 1963 excepto una que fue extraviada por el correo. Además, tiene su propia sección llamada MAD da un vistazo a... (A MAD Look At.... en inglés).
Es conocido (y da demostraciones para que a nadie le quede la menor duda) como el dibujante de historietas más rápido del mundo, por lo que ha llegado a redibujar álbumes suyos enteros para reediciones, al no encontrar los originales.

## Otras contribuciones
Ha trabajado para algunas otras revistas; sin embargo, en la década de los 90 comenzó a colaborar con la editorial Bongo Comics, quien se encarga de editar los cómics de Los Simpson, apareciendo en algunos de sus impresos, dibujando con su característico estilo a los personajes de la serie. A partir del número 50 de Bart Simpson, publicado en octubre de 2009, Sergio se incorpora a la plantilla de Bongo Comics y participa en las distintas colecciones de la editorial. Además ha hecho sus propias novelas gráficas como Día de los muertos, Sergio Aragonés destruye DC o Sergio Aragonés destruye Marvel, en las que parodia las famosas compañías de cómics y a la festividad mexicana.

## Obra
- Aunt's in your Pants: Memoirs of a dirty old woman (1967, Alexicon Corp.), colección de dibujos animados centrada en una anciana indecente.
- Abel's Fables, una página de cómics de broma de un panel en House of Secrets featuring Abel. (1971-1972, DC Cómics)
- Plob! (1973–1976, DC Comics), Aragonés proporcionó introducciones, historias, chistes y/o prólogos para 23 números del total de 24.
- DC Super Stars Presents... (1977, DC Comics), el decimotercer número de esta serie de antología de artistas de DC Comics se subtitula The Wild an Wacky World of Sergio Aragonés y presenta historias y bromas completamente nuevas.
- Jon Sable, freelance (1986, First Comics ). El trigésimo tercer número de este cómic de Mike Grell presenta 23 páginas del arte de Aragonés para una historia titulada Cave of the half-pints.
- Usagi Yojimbo (1988, Fantagraphics Books). El undécimo número de este cómic de Stan Sakai presenta una historia de Aragonés de ocho páginas titulada Catnippon and the Missive.
- Aragonés 3-D (1989, Zona 3-D), cuadernillo de humor sin palabras en 3-D, incluye dos pares de gafas 3-D.
- Buzz & Bell, Space Cadets (1991, Platinum Editions), novela gráfica de humor sin palabras que presenta a un astronauta y a su amigo mono.
- Smokehouse Five (1991, Platinum Editions), novela gráfica de humor sin palabras que presenta las desventuras de un grupo de bomberos.
- The Mighty Magnor (1993-1994, Malibu Comics ), miniserie de superhéroes de seis números (con Mark Evanier).
- Louder Than Words (1997, Dark Horse Comics ), miniserie de seis números de humor sin palabras.

- Boogeyman (1998, Dark Horse Comics), una miniserie de cuatro números de historias de terror humorísticas (con Mark Evanier).
- Dia De Los Muertos (1998, Dark Horse Comics), cómic de una solo capítulo sobre la celebración anual mexicana en honor a los muertos (con Mark Evanier).
- Fanboy (1999, DC Comics), miniserie de seis números sobre cómics y la reacción de la sociedad ante ellos, desde el punto de vista de un autodenominado «fanboy»  (con Mark Evanier).
- Blair Witch? (1999, Dark Horse Comics), cómic de una sola toma con Mark Evanier parodiando la película El proyecto de la bruja de Blair.
- Space Circus (2000, Dark Horse Comics), miniserie de cuatro números sobre un niño que se une a un circo que viaja por toda la galaxia (con Mark Evanier).
- Actions Speak (2001, Dark Horse Comics), otra miniserie de seis números de humor sin palabras (secuela de Louder Than Words).
- Sergio Aragonés Massacres Marvel (1996, Marvel Comics ), Sergio Aragonés Destroys DC (1996, DC Comics), y Sergio Aragonés Stomps Star Wars (2000, Dark Horse Comics), la interpretación cómica del artista de los superhéroes tanto de Marvel como de DC y la mitología de la franquicia Star Wars (todas con Mark Evanier).
- Solo (2006, DC Comics), el undécimo número de esta serie antológica de artistas de DC Comics presenta varias historias escritas e ilustradas por Aragonés, algunas biográficas y una historia de Batman escrita por Mark Evanier.
- Bart Simpson/Simpsons Comics (2009, Bongo Comics). Es escritor/dibujante desde Bart Simpson N.º 50, e hizo un número completo en Simpsons Comics N.º 163. Tiene una tira cómica de una a tres páginas llamada «Maggie's Crib» en todos los números de Bart Simpson desde el número 50.
- Sergio Aragonés Funnies (julio de 2011 a febrero de 2014, Bongo Comics), una antología de doce números de contenido ficticio, real y autobiográfico, además de acertijos y material relacionado bajo la autoría exclusiva de Aragonés.
- Groo vs. Conan (julio-octubre de 2014, Dark Horse Comics), un cruce de cuatro números con Aragonés dibujando a Groo y Thomas Yeates dibujando a Conan.

## Citas
Al Jaffee dijo sobre él:
"Sergio ha dibujado más caricaturas en servilletas de restaurantes que lo que muchos caricaturistas han dibujado en toda su carrera" (Evanier, 128-129)

## Curiosidades
- Aparece en el capítulo 11 de la sexta temporada de Futurama, en una convención de cómics, como una cabeza metida en un frasco, donde Fry le pide su opinión sobre una historieta que ha hecho, Sergio Aragonés le dice que es horrorosa, pero que le gustan los garabatos dibujados en el margen.
- Sergio (entre otros) influyó a Eiichirō Oda, creador de One Piece, uno de los mangas más vendidos de Japón e internacionalmente.